# 11 липня
11 липня — 192-й день року (193-й в високосні роки) в григоріанському календарі. До кінця року залишається 173 дні.

## Свята і пам'ятні дні

### Міжнародні
- ООН: Всесвітній день народонаселення.
- Всесвітній день шоколаду. (World Chocolate Day)

### Національні
- Монголія: Національне свято «Наадам» — День Народної Революції (1921).
- Аргентина: День бандонеона (Day of the Bandoneon) (2000).
- Китай: Національний день моря.
- Польща: Національний день Пам'яті жертв Волинської трагедії.

### Релігійні

#### Християнство

##### Католицизм
- День Святого Пія І — Папи Римського.
- День Святого Бенедикта — Покровителя Європи.
- День Святої Княгині Ольги — Правительки України.

##### Православ'я[1]
- Згадування чуда великомучениці Єфимії Всехвальної, що через нього православ’я утвердилось.
- Рівноапостольної Ольги, великої княгині Київської, у святому хрещенні Єлени.
- Мученика Кіндея, пресвітера.

## Події
- 1195 — битва при Аларкосі: війська кастильського короля Альфонса VIII зазнали поразки від армії Альмохадів під керівництвом Якуба аль-Мансура, який захопив майже всю Кастилію, крім Толедо. На честь цієї перемоги Мансур спорудив у Севільї високу вежу, увінчану величезною залізною позолоченою кулею.

- 1533 — Битва золотих шпор.
- 1533 — Папа Климент VII оголосив, що шлюб короля Англії Генріха VIII і Катерини Арагонської все ще дійсний та відлучив короля від церкви. Король уже розлучився з першою дружиною й одружувався на Анні Болейн, зв'язки між Королівством Англія і Папською державою були розірвані.
- 1576 — англійська експедиція Мартіна Фробішера відкрила Ґренландію.
- 1657 — Битва під Магеровом.
- 1700 — заснована Берлінська академія наук.
- 1888 — У Києві на Софійській площі в рамках святкування 900-річчя прийняття християнства відкрито пам'ятник Богдану Хмельницькому. Ідея створення пам'ятника виникла серед громадськості з ініціативи історика, професора Київського університету Миколи Костомарова у 1840-х роках.
- 1944 — засновано Українську Головну Визвольну Раду.
- 2008 — Компанія «Apple Inc.» відкрила iPhone App Store.
- 2014 — внаслідок ракетного обстрілу з території Росії в районі Зеленопілля загинуло 36 українських військових.
- 2021 — відбувся фінал Євро-2020 у Лондоні. Чемпіоном стала збірна Італії, яка в серії пенальті переграла збірну Англії з рахунком 3:2.

## Народились
Дивись також Категорія:Народились 11 липня
- 1657 — Фрідріх I, курфюрст Бранденбурзький, перший прусський король (†1713)
- 1836 — Карлус Антоніу Ґомес, бразильський композитор.
- 1919 — Бен'ямін Тамуз, ізраїльський письменник («Мінотавр»).
- 1920 — Юл Бріннер, американський актор українського походження, зіграв роль Тараса Бульби в американській екранізації твору Гоголя. Лауреат премії «Оскар» у категорії «найкращий актор» у фільмі «Король і я», 1956. Володар престижної театральної нагороди «Тоні»
- 1934 — Джорджо Армані, італійський дизайнер модного одягу і аксесуарів, чільник дому моди свого імені
- 1939 — Борис Нечерда, український поет-шістдисятник
- 1969 — Олег Гуцуляк, український письменник, філософ, автор геокультурної концепції «Мезогея (МезоЄвразія)», автор книги «Пошуки заповітного царства».

## Померли
Дивись також Категорія:Померли 11 липня
- 969 — Ольга (княгиня), дружина князя Ігоря I, київська княгиня, канонізована Християнською Церквою.
- 1451 — Барбара Циллі, Римська Імператриця.
- 1593 — Джузеппе Арчімбольдо, італійський художник, декоратор, відомий портретами, що складаються із зображень овочів, фруктів, квітів.
- 1937 — Джордж Гершвін, американський композитор.
- 1963 — Степанів Олена Іванівна, українська історикиня, громадська та військова діячка, ...
- 1971 — Джон Вуд Кемпбелл, американський письменник і редактор, сприяв становленню «Золотого віку наукової фантастики».
- 1974 — Пер Лагерквіст, шведський письменник. Лауреат Нобелівської премії з літератури за 1951 рік.
- 1989 — Лоуренс Олів'є, британський актор театру та кіно, режисер, продюсер, один з найвидатніших акторів XX століття.
- 2008 — Майкл Елліс ДеБейкі, американський кардіохірург.
- 2014 — Ігор Момот, український воєначальник, генерал-майор. Загинув унаслідок атаки під Зеленопіллям. Герой України (посмертно).
- 2023 — Олег Цоков, російський воєначальник, військовий злочинець. Ліквідований під час вторгнення в Україну.